# Clement Attlee
‎
Grof Clement Attlee, 	britanski politik in častnik, * 3. januar 1883, Putney, London, Anglija, † 8. oktober 1967.

## Življenjepis
Med prvo svetovno vojno je služil kot častnik v britanskih oboroženih silah.
Attlee je bil voditelj 	britanske laburistične stranke v času pred, med in po drugi svetovni vojni in član spodnjega doma med letoma 1935 in 1955.
V Churchillovi vladi (maj 1940 - maj 1945) je bil prvi namestnik ministrskega predsednika v vojnem kabinetu. Po zmagi laburistov na volitvah julija 1945 je postal predsednik vlade, kar je bil do oktobra 1951.
Med pomembnimi političnimi dogodki v njegovem času je bila osamosvojitev Indije leta 1947.